# Ludden
Ludden är en småort i Norrköpings kommun.